# Hypocrites obtusipennis
Hypocrites obtusipennis är en skalbaggsart som beskrevs av Bates 1879. Hypocrites obtusipennis ingår i släktet Hypocrites och familjen långhorningar.
Artens utbredningsområde är:
- Moçambique.
- Zimbabwe.

Inga underarter finns listade i Catalogue of Life.